# كوني براون
كوني براون هو لاعب هوكي الجليد كندي، ولد في 11 يناير 1917، وتوفي في 3 يونيو 1966.

## وصلات خارجية
- كوني براون على موقع دوري الهوكي الوطني (الإنجليزية)
- كوني براون على موقع EliteProspects.com (الإنجليزية)
- كوني براون على موقع HockeyDB.com (الإنجليزية)
- كوني براون على موقع Hockey-Reference.com (الإنجليزية)